# Sigma Ceti
Désignations
Sigma Ceti (σ Ceti / σ Cet) est un système d'étoiles triple de la constellation équatoriale de la Baleine. Sa composante la plus brillante, Sigma Ceti A, est visible à l'œil nu, et sa magnitude apparente combinée est de 4,78. Le système présente une parallaxe annuelle de 37,46 mas telle que mesurée par le satellite Hipparcos, ce qui permet d'en déduire qu'il est distant de ∼ 87,1 a.l. (∼ 26,7 pc) de la Terre. Il se rapproche du Système solaire à une vitesse radiale de −27,5 km/s.

## Propriétés
La composante la plus brillante du système, désignée Sigma Ceti A, est formée d'un sous-système binaire spectroscopique à raies simples. Son étoile primaire, Sigma Ceti Aa, apparaît être une étoile jaune-blanc de la séquence principale ordinaire de type spectral F5 V. Toutefois, Malaroda (1975) lui a assigné une classification de F4 IV, ce qui suggérerait qu'elle serait une sous-géante qui aurait déjà commencé à évoluer hors de la séquence principale. Elle est âgée d'environ 2,1 milliards d'années. L'étoile est estimée avoir 121 % la masse du Soleil et son rayon vaut 150 % le rayon solaire. Sa luminosité est 7,6 fois plus grande que celle du Soleil et sa température de surface est de 6 527 K.
Son compagnon, Sigma Ceti Ab, a été découvert en 2013 par interférométrie des tavelures. Une orbite préliminaire avec une période de 20,3 ans et une excentricité de 0,85 a été déterminée. Sa masse serait équivalente à 69 % de la masse du Soleil.
La troisième étoile du système, désignée Sigma Ceti B ou HD 15767, est une naine orange de type spectral K2.5Vk: et de neuvième magnitude. Elle partage un mouvement propre commun avec Sigma Ceti A. En date de 1999, elle était localisée à une distance angulaire de 5,7 minutes d'arc et à un angle de position de 252° de Sigma Ceti A.

## Nomenclature
σ Ceti, latinisé Sigma Ceti, est la désignation de Bayer du système. Il porte également la désignation de Flamsteed de 76 Ceti.
L'étoile formait, avec ε Cet, ρ Cet et π Cet, l'astérisme d'Al Sufi dit Al Sadr al Ḳaiṭos, soit « la poitrine de la Baleine ».
Dans un mémorandum technique édité par la NASA en 1971, le Reduced Star Catalog Containing 537 Named Stars, les étoiles de cet astérisme sont ordonnées numériquement. Ainsi Sigma Ceti porte le nom de Sadr al Kaitos II.